# Nettarivoro
In zoologia è definito nettarivoro un animale che si nutre prevalentemente di nettare, sostanza ricca di zuccheri prodotta dalle piante.
La maggior parte delle specie nettarivore si trovano tra gli insetti o gli uccelli, ma ne esistono anche tra i mammiferi (diverse specie di pipistrelli) e tra i rettili (alcune specie di gechi del genere Phelsuma). Un'unica specie marsupiale, l'opossum del miele, si nutre esclusivamente di nettare e polline..
Ci sono prove che alcuni ragni, sebbene normalmente ritenuti esclusivamente carnivori, consumano il nettare indirettamente mangiando insetti nettarivori e/o direttamente dai fiori. Si pensa che questo comportamento sia più comune tra i ragni che vivono tra il fogliame. Alcuni fanno del nettare la loro principale fonte di cibo, come il Bagheera kiplingi, un membro dei ragni saltatori, mentre altri come i ragni granchio, se ne nutrono più raramente e opportunisticamente. Nessuno dei gruppi di ragni osservati nutrirsi di nettare costruisce ragnatele.

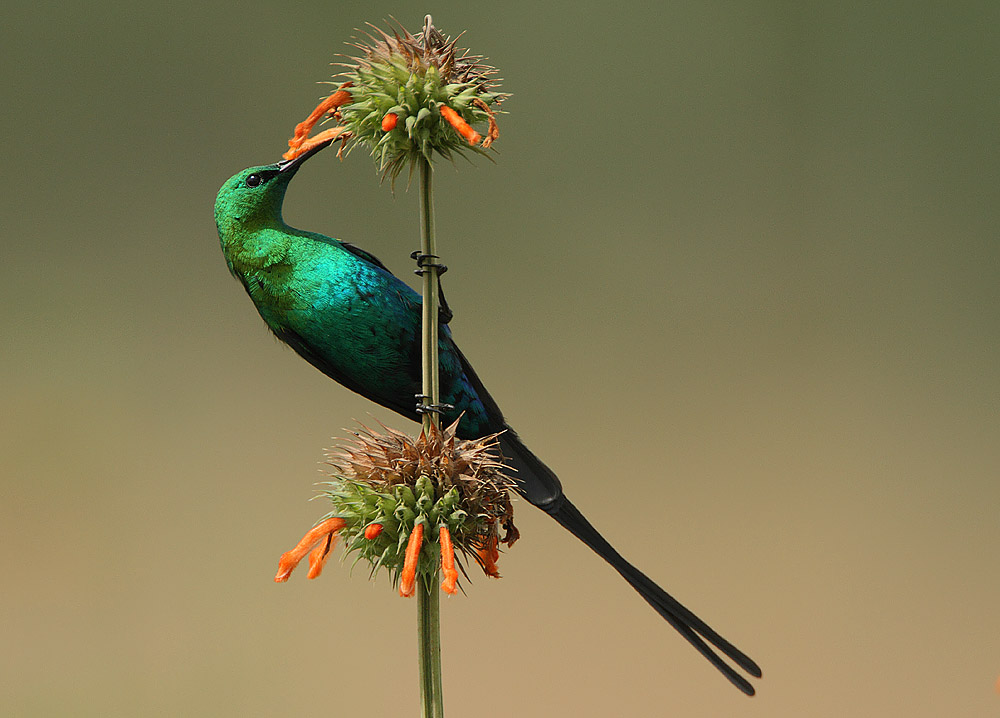
Le nettarinie sono uccelli tipicamente nettarivori.

## Insetti nettarivori
- Lepidotteri
- Imenotteri

## Uccelli nettarivori
- Trochilidae
- Nectariniidae
- Meliphagidae
- Mohoidae
- Eurylaimidae (Neodrepanis spp.)
- Loriini

## Galleria d'immagini

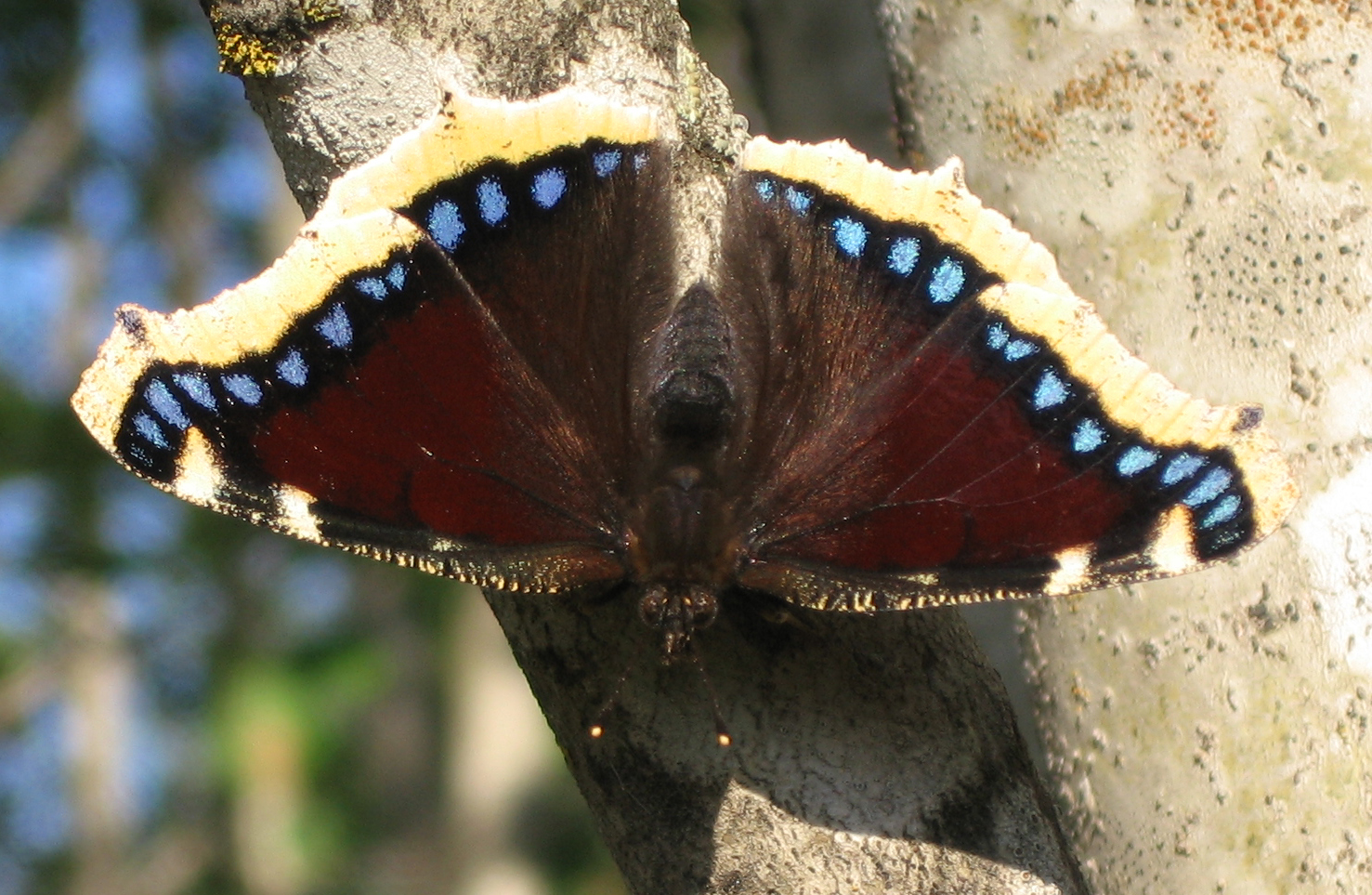
Nymphalis antiopa
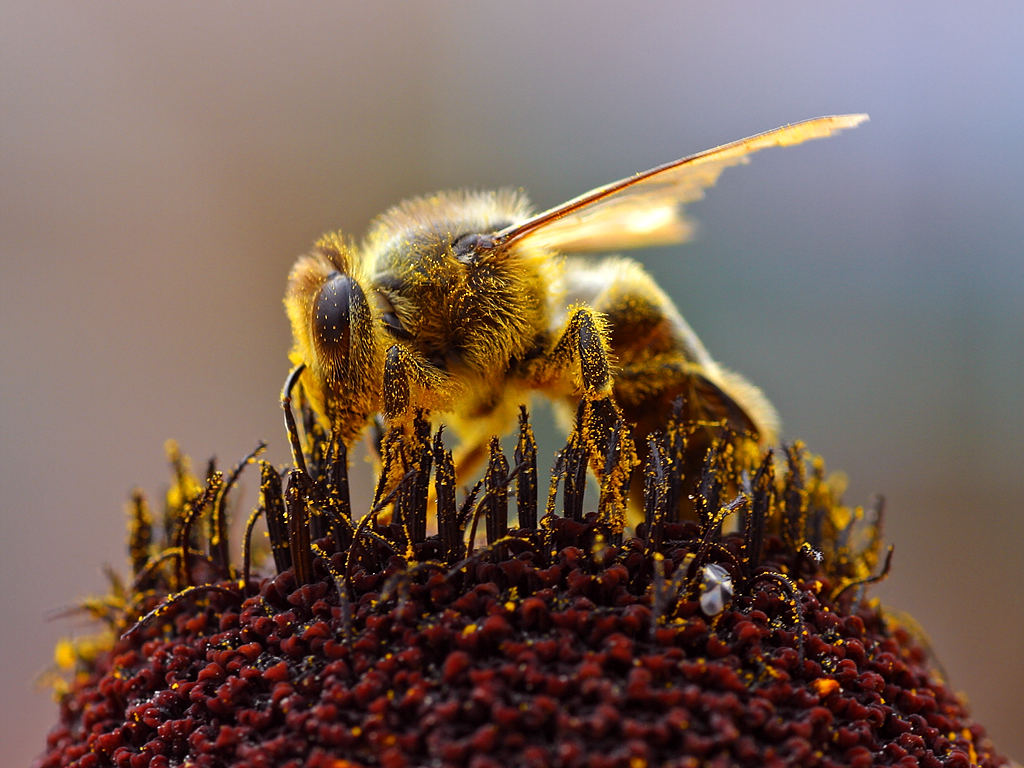
Apis mellifera
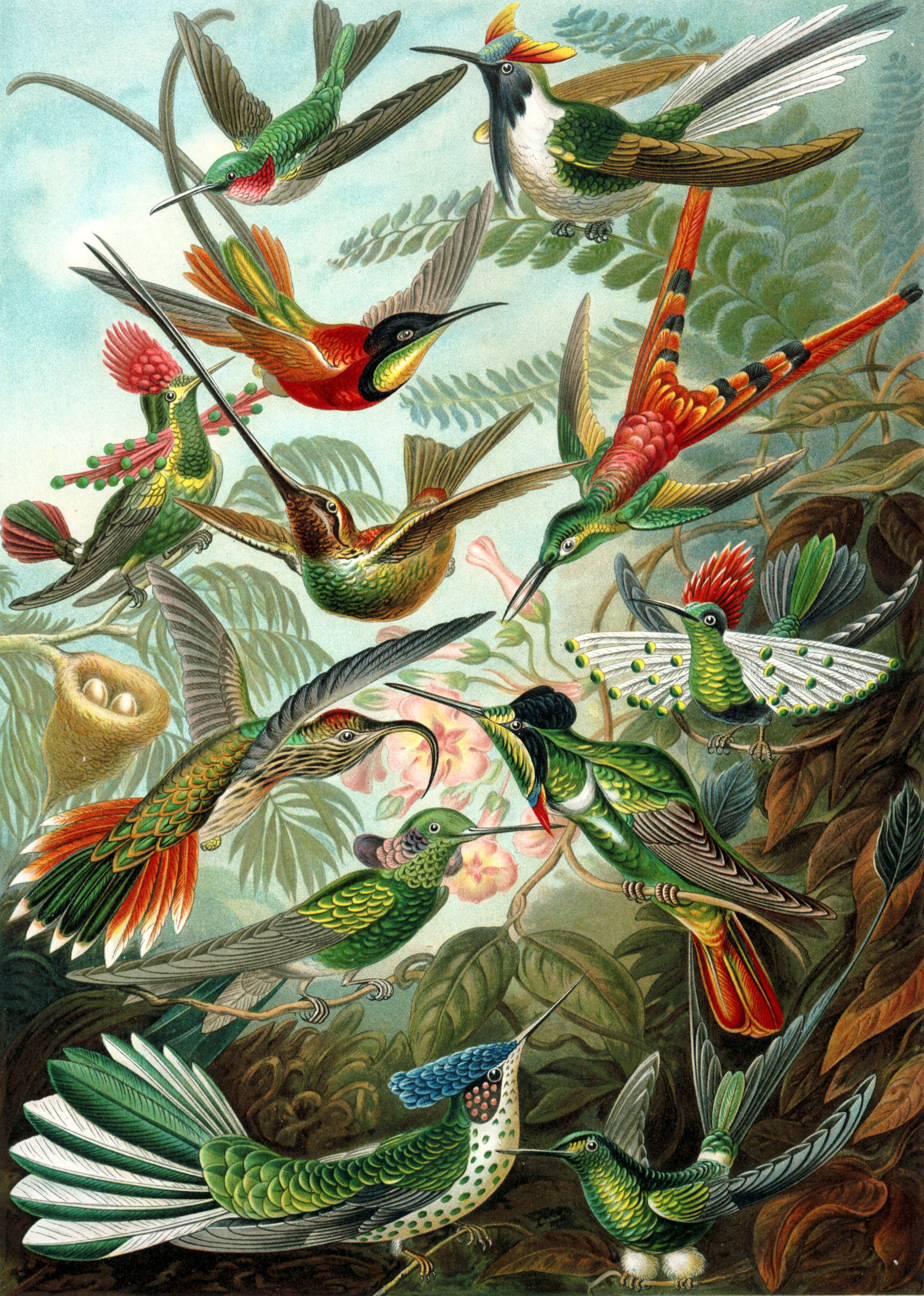
Illustrazione tratta da Kunstformen der Natur di Ernst Haeckel dei Trochilidi
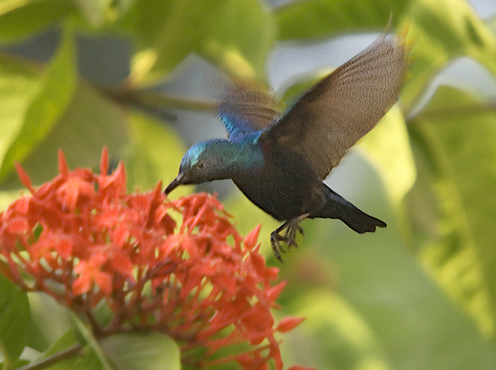
Nettarinia purpurea (Cinnyris asiaticus) in volo stazionario
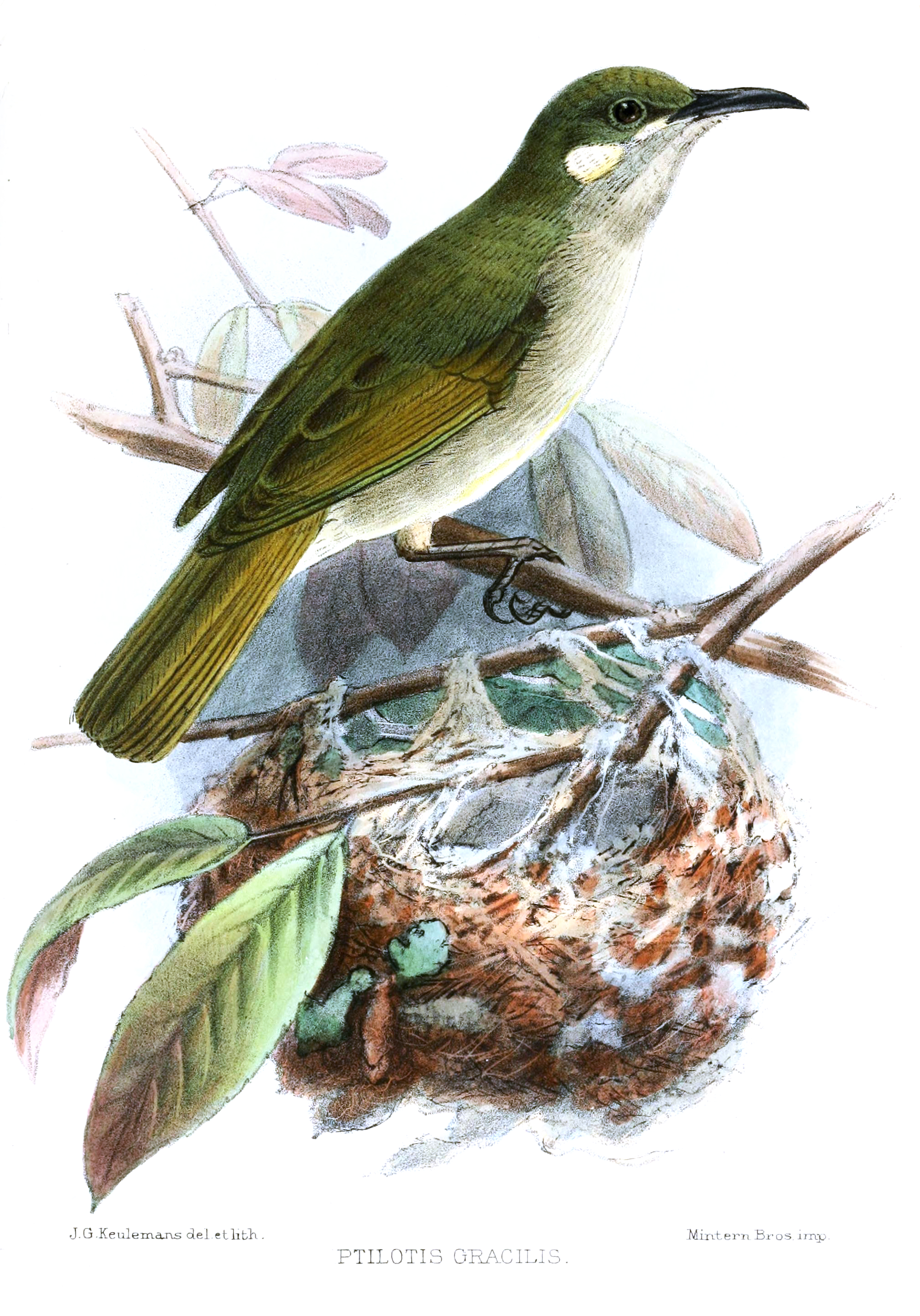
Meliphaga gracilis
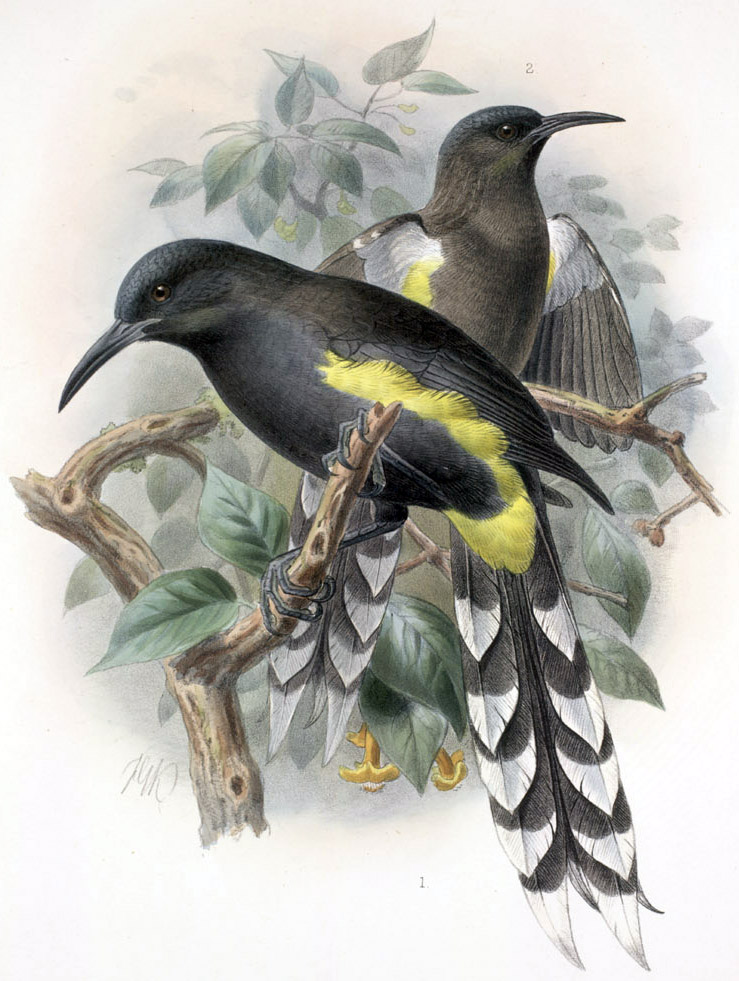
Mohoidi
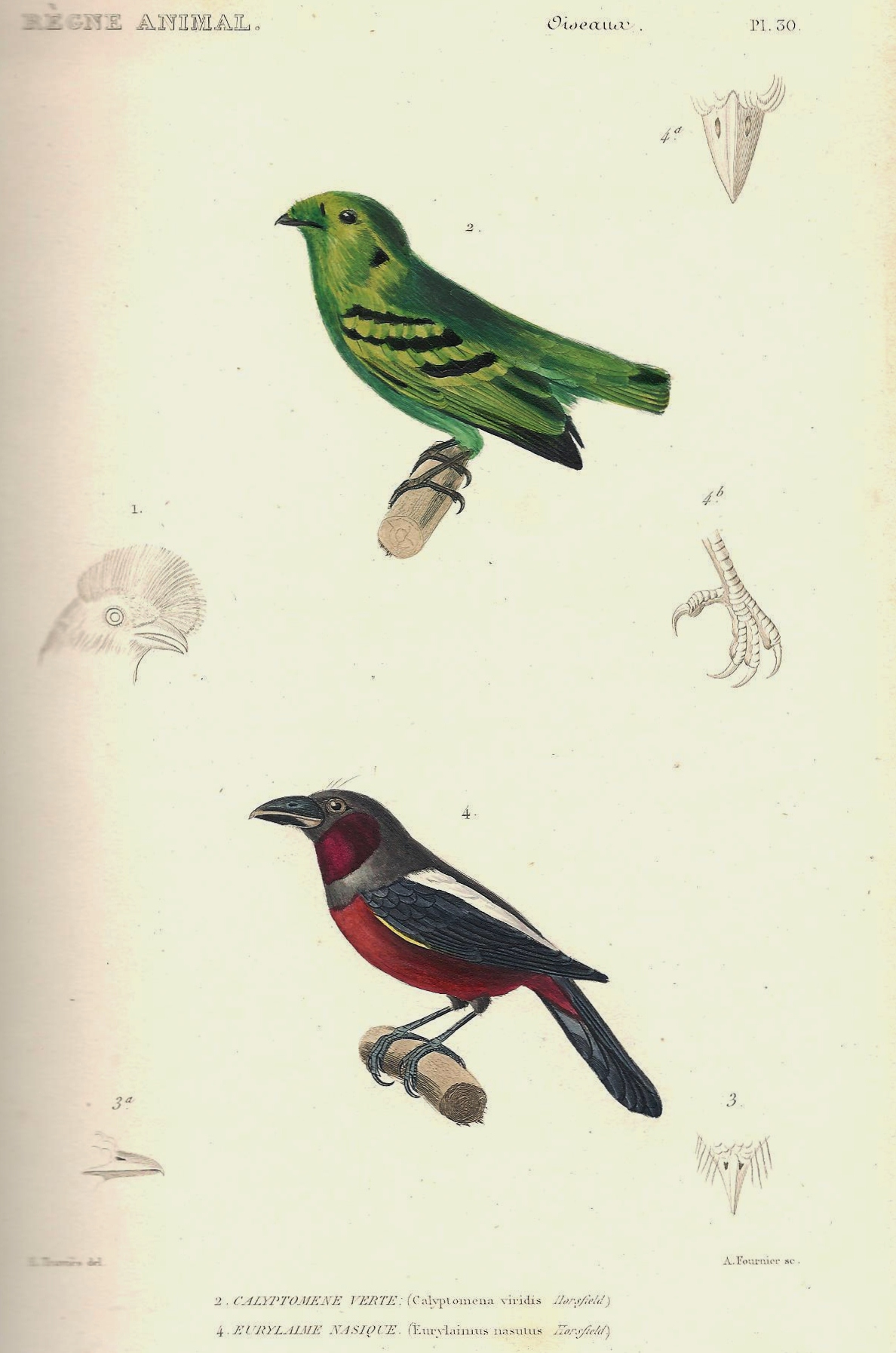
Eurilaimidi
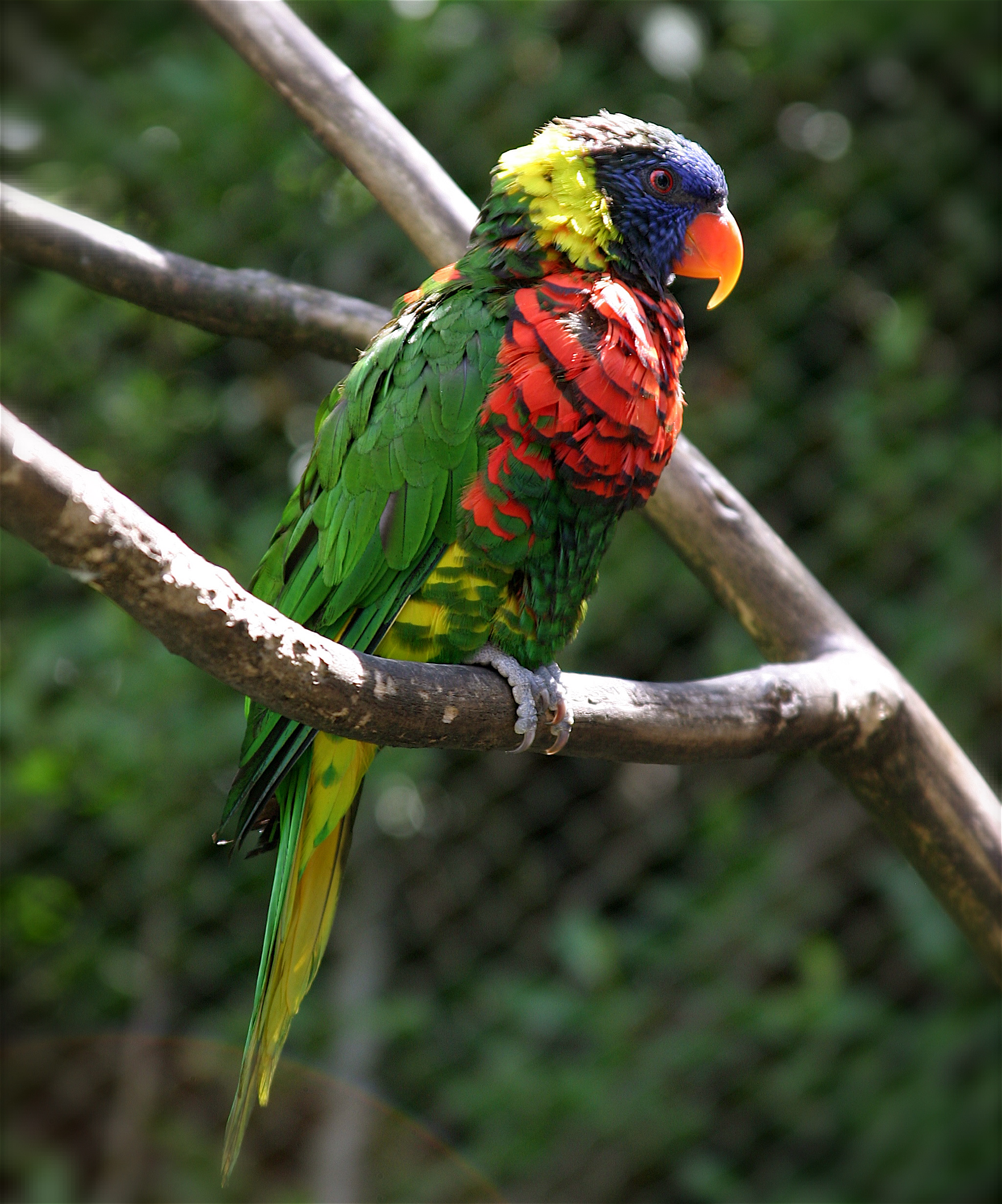
Trichoglossus haematodus (ordine Loriini)
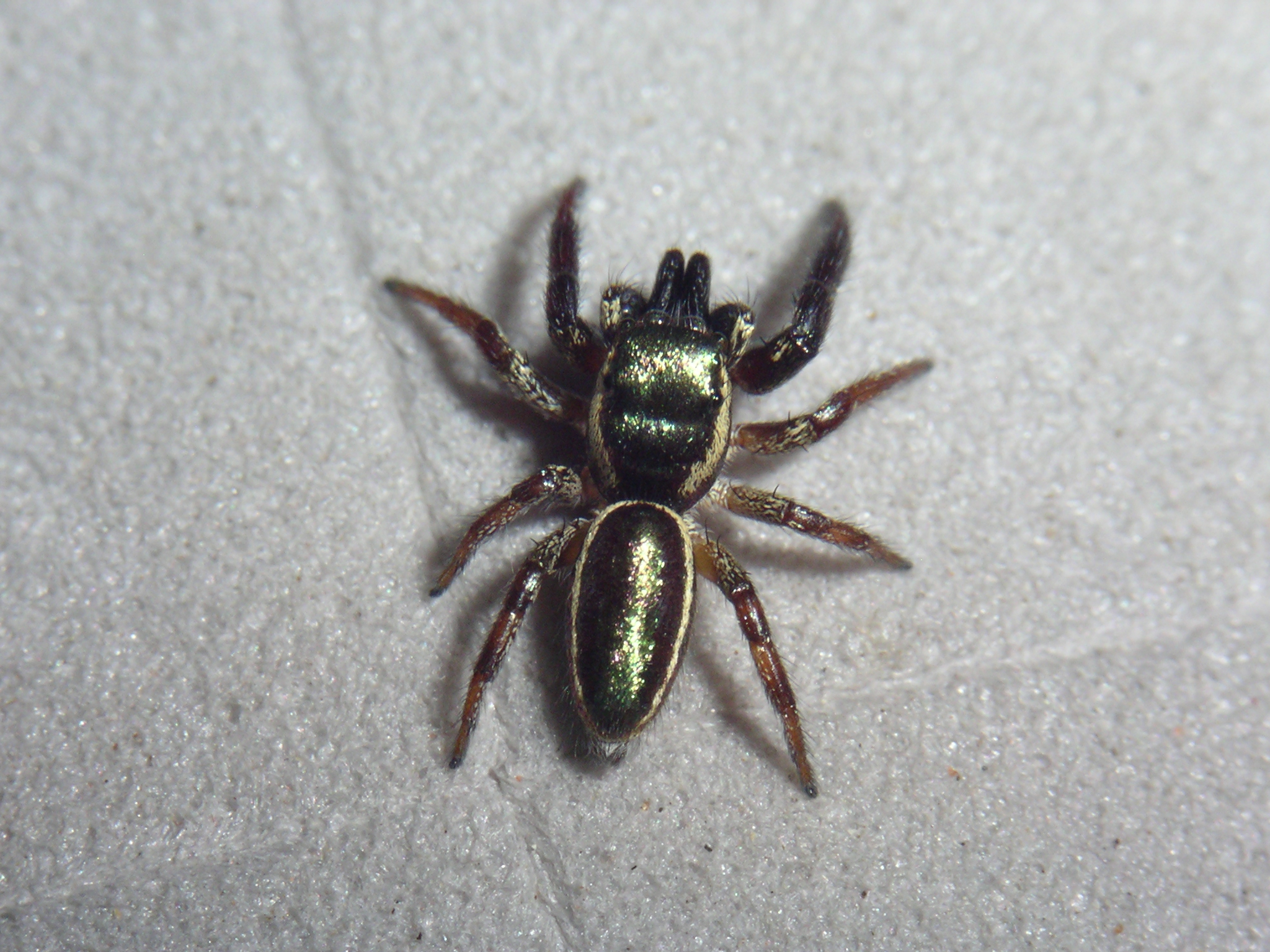
Bagheera kiplingi
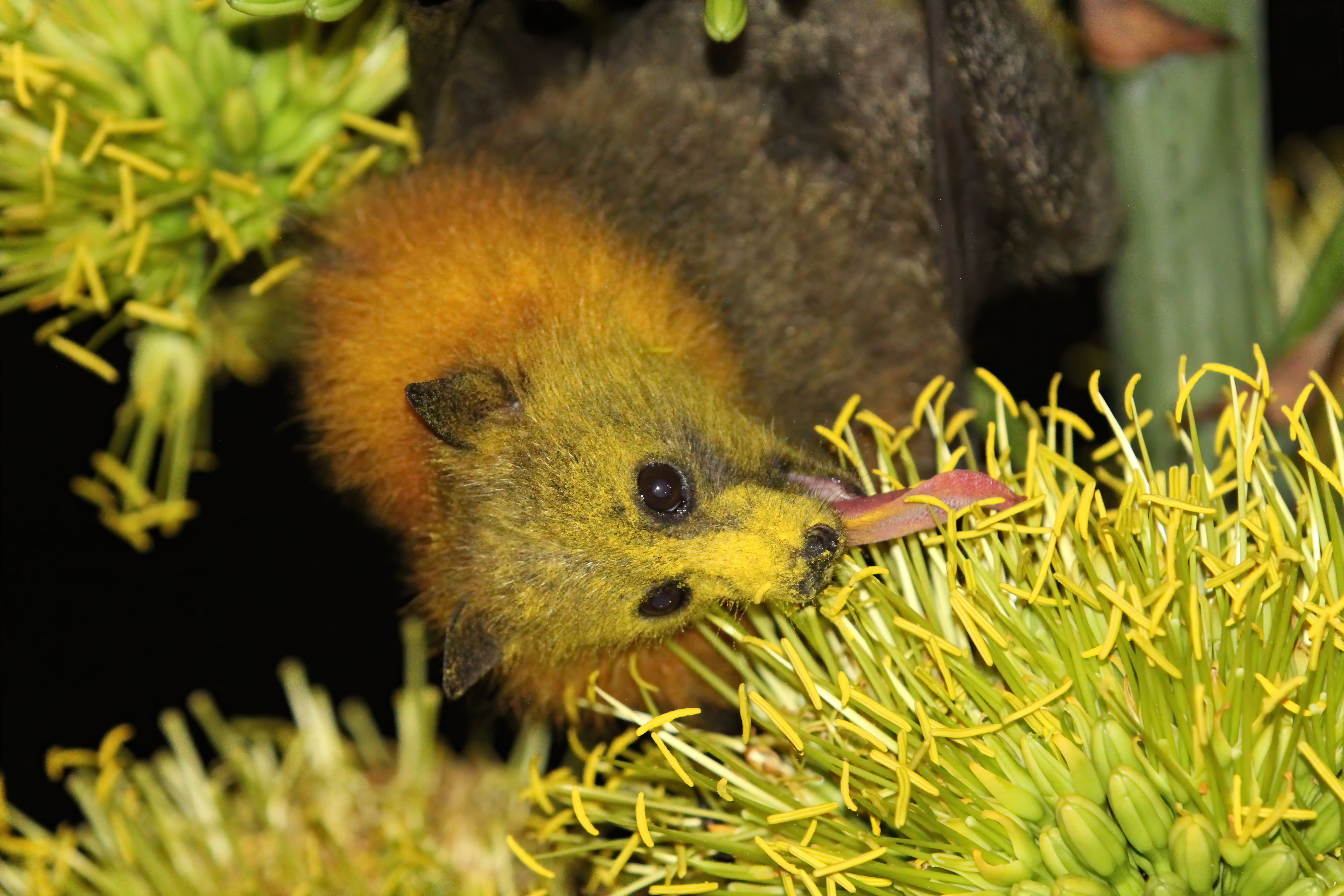
Pteropus poliocephalus